# Carl William Sharsmith
Carl William Sharsmith (bautizado Karl Wilhelm Schaarschmidt II) ( * 14 de marzo de 1903 - 14 de octubre de 1994 ) fue un botánico, explorador estadounidense, de ascendencia germano-suiza, creciendo en EE. UU., Europa, y Canadá. Sharsmith se inspiró en la obra del naturalista John Muir, apasionándose en la naturaleza. Dejó los estudios a los 14, pero luego los recomenzó finalizando toda la educación superior.
Sharsmith se enrola en la Escuela Yosemite de Historia natural en 1930, luego es contratado como Ranger-Naturalista estacional en Tuolumne Meadows, Parque nacional de Yosemite. Estudió botánica en la Universidad de California en los 1930s, obteniendo su doctorado Ph.D. en 1940. Trabajó combinadamente como curador de herbario y docente de botánica en la Washington State University de 1937 a 1939. Y de 1940 a 1946 estuvo en la Universidad de Minnesota, y desde 1950 en el "Colegio Estatal San Jose". Sus principales intereses científicos fueron la vegetación de altura, especialmente de Sierra Nevada.

## Galardones
- 1956: Galardón de Servicios Meritorios National Park Service, máximo premio a un empleado del NPS
- 1990: Galardón Yosemite, como primer premiado, reconocido por el "rico legacdo que dejó al Parque"

### Epónimos
- Hackelia sharsmithii I.M.Johnst. (descubierta por Sharsmith y su colega esposa bióloga, en el lago Mirror, luego de escalar el Monte Whitney

- La abreviatura «Sharsm.» se emplea para indicar a Carl William Sharsmith como autoridad en la descripción y clasificación científica de los vegetales.[2]